# Nebenkeulenunterdrückung
Als Nebenkeulenunterdrückung bezeichnet man elektronische Verfahren in der Radartechnik, Signale, die über Nebenkeulen der Antenne empfangen werden, abzuschwächen oder auszublenden, da diese sonst eine genaue Richtungsbestimmung mit der Antenne erschweren.

## Problematik

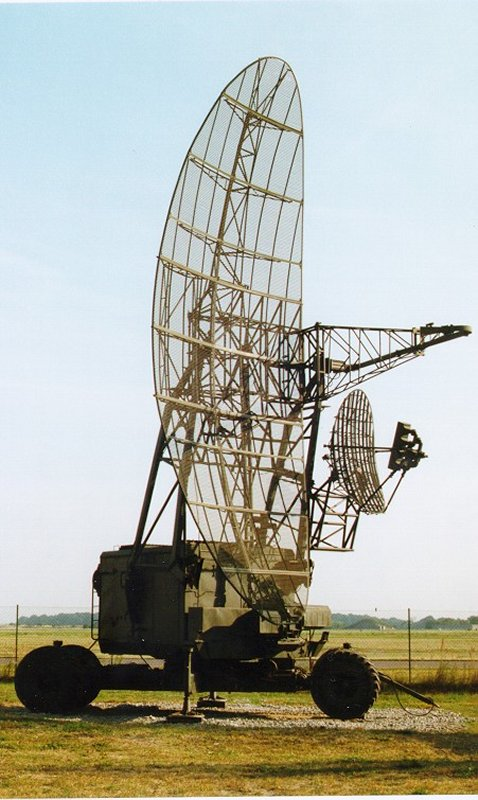
Antenne des PRW-13 „Odd Pair“: Neben der großen Richtantenne mit einem Fächerdiagramm ist eine kleinere Kompensationsantenne angebracht, deren Reflektor im Höhenwinkel parabolisch und im Seitenwinkel toroidal geformt ist.

Beim Einsatz von Impulsradar zur Richtungsbestimmung werden starkbündelnde Richtantennen eingesetzt. Diese weisen in ihrer Richtcharakteristik außer der Hauptkeule, die in die gewünschte Richtung zeigt, auch mehrere Nebenkeulen auf, die in nicht gewünschte Richtungen zeigen. Der hochempfindliche Radarempfänger empfängt diese Störsignale aus den Nebenkeulen, zeigt sie aber in einer falschen Richtung an: in der Richtung der Hauptkeule.
In der elektronischen Kampfführung nutzen viele Störtaktiken diese Nebenkeulen gezielt aus, um durch Stören und Täuschen die Effektivität des Radars zu beeinflussen.

## Nebenkeulenunterdrückung im Primärradar
Für eine Nebenkeulenunterdrückung werden im Primärradar immer eine oder mehrere Kompensationsantennen verwendet. Im Sendefall bleiben diese passiv, eine echte Unterdrückung der Nebenkeulen ist meist nicht möglich. Die Diagramme der Kompensationsantennen ähneln im Idealfall der Hauptantenne, nur deren Hauptkeule ist gegenüber den Nebenkeulen möglichst klein. Die Kompensationsantennen verfügen über einen eigenen Empfänger und erzeugen einen Schwellwert für die Signalverarbeitung. Signale aus den Nebenkeulen der Hauptantenne müssen in der Signalverarbeitung eine höhere Schwelle übersteigen als die Signale, die über die Hauptkeule der Hauptantenne empfangen werden, und werden somit effektiv abgeschwächt.
Für moderne Radargeräte mit digitaler Diagrammbildung ist die Erzeugung eines Unterdrückungskanals einfacher. Für eine digitale Diagrammbildung hat jedes Antennenelement der Phased Array Antenne einen eigenen Empfangskanal. Erst nach der Digitalisierung des empfangenen Signals werden die für eine Diagrammbildung notwendigen Phasenverschiebungen digital vollzogen. Deshalb können gleichzeitig und parallel sehr viele verschiedene Antennendiagramme erzeugt werden. Für die Bildung einer Hauptkeule werden alle Radiatoren der Phased Array Antenne verwendet. Um das gleiche Diagramm mit stark vergrößerten Nebenkeulen zu generieren, werden nur 10 bis 20 Prozent aller Radiatoren genutzt, die nach einem statistischen Verfahren ausgewählt werden. Es wird damit eine sogenannte ausgedünnte Phased Array Antenne simuliert, welche mit den gegebenen Phasenverschiebungen das gleiche Antennendiagramm allerdings mit wesentlich größeren Nebenkeulen erzeugt. Auch hier wird der Unterdrückungskanal zur Erzeugung von Schwellwerten für die Signalverarbeitung im Hauptkanal genutzt.

## Nebenkeulenunterdrückung im Sekundärradar

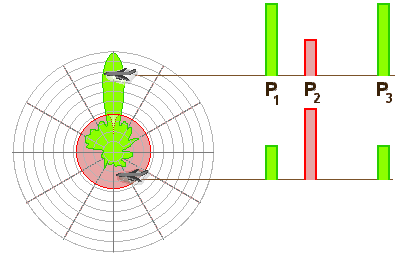
Interrogation Path SLS

In der Sekundärradartechnik wirken sich die Nebenkeulen besonders ungünstig aus. Hier können nämlich Ziele auch über die Nebenkeulen abgefragt werden und dann auch über diese antworten. Dieser Umstand resultiert aus den wesentlich besseren Sende- und Empfangsbedingungen für Sekundärradargeräte, da die Freiraumdämpfung für Sende- und Empfangsweg unabhängig voneinander wirkt und der Transponder mit einer wesentlich höheren Leistung antwortet, als es durch eine passive Reflexion möglich wäre. Bei Primärradar sind deshalb beide Dämpfungen zu einer r4-Abhängigkeit gekoppelt, während Sekundärradar nur eine r2-Abhängigkeit hat.
Antworten aus den Nebenkeulen der Sekundärradarantenne können auf dem Radarschirm nicht mehr eindeutig einem Primärziel zugeordnet werden. Vielmehr erscheinen sie als mehrere Ziele im gleichen Abstand, aber in verschiedenen Richtungen. Im Extremfall kann ein Flugzeug während einer Umdrehung der Antenne permanent abgefragt werden. So ein Ziel erscheint dann auf dem Sichtgerät als voller Kreis (sogenannter „ring around“).
Die Verfahren zur Unterdrückung der Nebenkeulenauswirkungen bezeichnet man im Sekundärradar allgemein mit dem englischen Begriff für die Nebenkeulenunterdrückung als SLS (Side Lobe Suppression). Die Unterdrückungsverfahren können auf dem Abfrageweg (Interrogation-Path SLS) oder auf dem Antwortweg (Reply-Path SLS) eingesetzt werden:
RSLSfunktioniert ähnlich wie im Primärradar: Zwei über unterschiedliche Antennencharakteristiken empfangene Antwortsignale werden in ihrer Größe verglichen und nur wenn das Signal der Hauptantenne deutlich größer ist, wird es akzeptiert. Um wie viel das Signal größer sein muss, kann durch den Nutzer eingestellt werden.
ISLSsetzt dagegen auf eine Kooperation der Transponder. Auch hier wird eine Antenne mit einer Rundstrahlcharakteristik neben der Richtantenne verwendet. Die beiden Abfrageimpulse (P1 und P3) werden über das stark gebündelte Diagramm der Richtantenne abgestrahlt, ein dritter Impuls, P2 genannt, mit dem Rundstrahler. Im Transponder wird nun untersucht, wie groß die Amplitude von P2 im Verhältnis zu P1 und P3 ist. Ist P2 kleiner als P1, dann empfängt der Transponder das Signal aus der Hauptkeule und muss antworten. Ist P2 größer oder gleich P1, dann empfängt der Transponder das Signal aus einer Nebenkeule und darf nicht antworten.
Bei Large Vertical Aperture Antennen (LVA) wird zusätzlich dem Rundstrahler das Differenzsignal der Monopulsantenne überlagert. Die beiden Keulen des Differenzkanals der Monopulsantenne schärfen das Diagramm der gemeinsamen Hauptkeule im Summenkanal zusätzlich.
IISLSBeim Improved ISLS wird der P2 und der P1-Impuls durch den Unterdrückungskanal mit Rundstrahlcharakteristik gesendet und bewirkt, dass auch Diagrammverfälschungen durch Reflexionen an nahe dem Sekundärradar stehenden Hindernissen als „Empfang aus den Nebenkeulen“ erkannt wird.
Bei dem für die zivile Luftfahrt seit 2008 verbindlichen Mode S Verfahren wird im Sendemoment des Abfrageradars ebenfalls wie beim ISLS das Prinzip von Hauptstrahlantenne und Rundstrahlantenne genutzt. Hier wird über die Rundstrahlantenne ein kurzer Impuls ausgesendet, welcher in den Nebenkeulen die für die Synchronisation erforderliche Startflanke der internen seriellen Modulation des Impulses überlagert und so die Auswertung der Abfrage verhindert. Eine Nebenkeulenunterdrückung auf dem Antwortweg ist in diesem Modus nicht mehr erforderlich, da überwiegend selektive, individuell adressierte Abfragen stattfinden, das heißt, es erfolgt nur dann eine gezielte Antwort auf ein ganz bestimmtes Sekundärradar, wenn sich das Flugzeug auch in der Hauptkeule der Antenne befindet.